# Willy Rath
Willy Rath, gebürtig Wilhelm Philipp Rath (* 21. September 1872 in Wiesbaden, Deutsches Reich; † 16. Januar 1940 in Berlin), war ein deutscher Journalist, Schriftsteller, Kabarettist, Drehbuchautor, Stummfilmregisseur und Theaterleiter.

## Leben und Wirken

### Ausbildung und frühe künstlerische Aktivitäten
Rath hatte Gymnasien in seiner Heimatstadt Wiesbaden und in Montabaur besucht und anschließend Jura in München, Rom und Lausanne sowie Germanistik in Berlin (1893–1897) studiert. Bereits zu seinen Studienzeiten begann Rath als freischaffender Schriftsteller zu arbeiten und verfasste mehrere Artikel für Zeitschriften und Tageszeitungen. Nebenbei leitete er zwei Jahre lang das Walhalla-Theater im heimatlichen Wiesbaden und wirkte als Schriftleiter und Schauspielkritiker in Frankfurt am Main und München (Münchner Neueste Nachrichten, 1900 bis 1902). Kurzzeitig war Willy Rath auch stellvertretender Direktor des Düsseldorfer Schauspielhauses.
In seiner Vielseitigkeit fand der Wahlmünchner auch noch die Zeit für die Mit-Gründung des literarischen Kabaretts Die Elf Scharfrichter, wo er selbst unter dem Namen „Willibaldus Rost“ auftrat, aber wenig später von Frank Wedekind ersetzt wurde. Ebenfalls in München begründete Rath 1908 den „Wort- und Ton-Bund für volkstümliche Matineen“ und stand diesem Verein bis 1910 vor. In Berlin war Willy Rath in den Jahren 1915 bis 1918 Verlagsleiter und Dezernent im „Deutschen Gläubiger-Schutzverbund fürs feindliche Ausland“ und überdies publizistische Mitarbeiter in der Reichskanzlei und dem Auswärtigen Amt.

### Als Schriftsteller und Drehbuchautor
Rath hatte sich schon vor dem Ersten Weltkrieg für die noch kaum entwickelte Kinematographie interessiert und ab 1913 zu dieser Thematik Bücher (Bühne und Film) publiziert. Mit Werken wie Schwesterseele (eine volkstümliche Monographie), Die blonde Sphinx (eine Novellensammlung) und Gräfin Wilewsky (ein Roman) blieb er aber auch anderen Themen verbunden. Aufgeführte Bühnenwerke Raths hießen Haus Distelfink (ein rheinisches Lustspiel), Prinzessin Sida, Serenissimus und Roman der Abenteurer.
Bei Ende des Weltkriegs stieß Rath auch direkt zum Film und verfasste in den folgenden anderthalb Jahrzehnten eine Fülle von Drehbüchern zu künstlerisch weitgehend ambitionslosen Unterhaltungsproduktionen. Darunter befanden sich Literaturadaptionen ebenso wie verklärende Heldenepen aus dem zurückliegenden Krieg und Heimatfilmgeschichten wie seine drei einzigen Tonfilmmanuskripte aus dem Jahre 1934. 1924 beteiligte er sich überdies an der Regie zu einem Zweiteiler über den Filmdetektiv Harry Hill.

## Filmografie
Als Drehbuchautor, wenn nicht anders angegeben
- 1919: Bergsünden
- 1919: Die Rächerin
- 1919: Die siebente Großmacht
- 1919: Ubo Thomsens Heimkehr
- 1920: Der Liebeskorridor
- 1920: Die schwarze Rose von Cruska
- 1920: Gräfin Walewska
- 1920: Schatten einer Stunde
- 1921: Strandgut der Leidenschaft
- 1921: Im Banne der Kralle
- 1922: Don Juan
- 1922: Wildnis
- 1922: Hanneles Himmelfahrt
- 1923: Wilhelm Tell
- 1924: Die Radio-Heirat
- 1924: Die Liebe ist der Frauen Macht
- 1924: Harry Hills Jagd auf den Tod, zwei Teile (auch Co-Regie)
- 1924: Die Schmetterlingsschlacht
- 1925: Kampf um die Scholle
- 1925: Die Kleine aus Amerika
- 1925: Lieblinge der Menschen
- 1925: Die Stadt der Millionen
- 1926: Liebe und Naturgeschichte
- 1926: Die versunkene Flotte
- 1927: Die Lorelei
- 1927: Richthofen, der rote Ritter der Luft
- 1927: U 9 Weddigen
- 1928: Das Hannerl vom Regenbogen
- 1928: Om mani padme hub (Dokumentarfilm, Co-Regie und Schnitt)
- 1934: Schloß Hubertus
- 1934: Jungfrau gegen Mönch
- 1934: Die Mühle im Schwarzwald